# Kurt Farbowsky
Kurt Farbowsky (* 22. Oktober 1911 in Wien; † Dezember 1999) war ein österreichischer Diplomat.

## Leben
Kurt Farbowsky ist der Sohn von Ella Hofmokl und Otio Farbowskyist, er heiratete Martha Vida, ihre Tochter ist Pia Farbowsky
Er machte an einem Wiener Realgymnasium Matura.
Er studierte an der Universität Wien, wo er 1936 zum Doktor der Rechte promoviert wurde.
Er wurde einen längeren Zeitraum an Gerichten beschäftigt.
Er trat 1947 in den auswärtigen Dienst.
Bis 1949 wurde er im Außenministerium beschäftigt.
Von 1949 bis 1952 war er Legationssekretär in Brüssel, wo er 1950 Geschäftsträger war.
Von 1953 bis 1954 war er im Außenministerium beschäftigt.
1955 wurde er mit der Errichtung einer Gesandtschaft in Beirut betraut und wurde bis 1959 im Libanon, Syrien, Jordanien, Irak, Saudi-Arabien zunächst Geschäftsträger.
später Gesandter und Ministre plénipotentiaire und schließlich als Botschafter akkreditiert.
Von 1960 bis 1964 war er Botschafter in Athen und Nikosia.
Von 1965 bis 1967 leitete er die Sektion Verwaltung im Außenministerium.
Von 1968 bis 1977 war er Botschafter in Brüssel.
Dabei unterzeichneter er am 1. Juli 1969 ein multilaterales Abkommen zur Kennzeichnung von Kleinwaffen.

## Auszeichnungen
- 1970: Großes Silbernes Ehrenzeichen für Verdienste um die Republik Österreich[3]